# 新奥尔良圣徒
紐奧良聖徒（英語：New Orleans Saints）、另譯新奧爾良聖人，是一支位於路易斯安娜州的新奧爾良職業美式足球球隊，他們為國家美式足球聯會的南区其中一支球隊。球隊成立於1967年，但早期成績並沒有特別顥著，球隊在1987年第一次打進季後賽，直到2000年才在季後賽取得第一場勝利。在2006年，球隊首次晉身國聯冠軍賽。球隊在2006年球季成為首隊在負多於13場或以上的球隊在下一個球隊成功晉身國聯冠軍賽。在2009年球季的第四十四屆超級盃比賽上以31-17的比數，打敗印第安納波利斯小馬隊，並成功取得隊史上首次的國家美式橄欖球聯盟總冠軍。
2018年，球隊市值為20億美元，在世界前50名球隊中排在第48名，同時在NFL排名第27名。

## 球隊歷史
1966年的11月1日，NFL將第16支隊伍的成立權給予了紐奧良，故命名為聖徒隊（11月1日是基督教的聖徒日，故以此命名之）。

### 1967年-1986年
事實上，聖徒隊的前期戰績相當慘澹，球隊一直處於羸弱不堪的狀態，在1967年~1986年這20個球季之從未進過季後賽，球隊也僅在1979年及1983年兩個勝率達5成不說，在1980年賽季更以1勝15負的成績創下隊史最差的記錄。直到1986年球季結束後，新任球隊老闆啟用了他們未來的名人堂教練莫拉Jim E. Mora以後，球隊的戰績才慢慢起來。

### 1987年-2005年
在莫拉Jim E. Mora執教之後，聖徒隊在1987年-1993年間這7個賽季勝率都達5成或5成以上，且4度打進季後賽，並在1991年賽季拿下隊史第一座分區冠軍，只可惜4度進軍季後賽，都在外卡季後賽中就敗陣下來，而這也不過是曇花一現的表現；1994年~2005年間的這12個賽季，聖徒隊也僅在2000年球季打進過季後賽而已。

### 2006年-2013年
他們的弱小，直到了2006年後出現了一個重要轉折點。2006年的紐奧良，受到颶風卡特里娜的摧毀，當時的市長希望能用美式足球喚起大家的希望。而當年的聖徒總經理做了一項豪賭，那就是簽下了原圣迭戈闪电隊的主力四分衛德鲁·布里斯，這名四分衛在2005年的最後一場代表閃電隊的常規賽中受傷，根據醫生的說法這名四分衛已經不可能回復完全的實力了，甚至可能得提早退休了。當時，全城一片嘩然。
然而，球隊的再次升起完全是建立在這位準名人堂的四分衛身上。布里斯的優秀領導能力以及精湛的球技帶領球隊重回季後賽，自布里斯到來後，這8個賽季帶領球隊5度打進季後賽，並在第四十四屆超級盃中擊敗印城小馬隊，拿下首座的超級碗冠軍，而四分衛布里斯的精彩表現也讓他拿下該屆超級碗的最有價值球員（MVP）；如今的聖徒隊只要有布里斯在，依舊是一支空攻火力強大的隊伍，但是聖徒隊在防守上的表現並不穩定，也使得在2010年~2013年這4年間，雖然3度打進季後賽，但最遠也只到分區季後賽而已。

### 2014年-現今
德鲁·布里斯在今年2017球季前也已經38歲了，雖然過去3個賽季（2014年~2016年）都至少傳出破4000碼以上的成績，但聖徒隊的成績卻是不進反退，3個賽季都以7勝9負作收，很大的原因出在防守上，光看2016年賽季，總失分聯盟倒數第二，只比舊金山四九人隊好，也是聖徒隊無法向前的原因之一；然而在2017年賽季，在新秀跑衛阿爾文·卡馬拉的精采表現，搭配四分衛德鲁·布里斯及跑衛小馬克·英格拉姆的穩定表現，加上防守組的表現比過去3年要好上許多，在相隔6個賽季後再次拿下分區冠軍。

## 歷年戰績
| 赛季              | 胜  | 负  | 平 | 常规赛季      | 季后赛 |
| ----------------- | --- | --- | -- | ------------- | --- |
| 紐奧良聖徒（NFL） |     |     |    |               | |
| 1967              | 3   | 11  | 0  | NFL首都區第三 | -- |
| 1968              | 4   | 9   | 1  | NFL世紀區第三 | -- |
| 1969              | 5   | 9   | 0  | NFL首都區第三 | -- |
| 大聯盟合併        |     |     |    |               | |
| 1970              | 2   | 11  | 1  | 國聯西區第四  | -- |
| 1971              | 4   | 8   | 2  | 國聯西區第四  | -- |
| 1972              | 2   | 11  | 1  | 國聯西區第四  | -- |
| 1973              | 5   | 9   | 0  | 國聯西區第三  | -- |
| 1974              | 5   | 9   | 0  | 國聯西區第三  | -- |
| 1975              | 2   | 12  | 0  | 國聯西區第四  | -- |
| 1976              | 4   | 10  | 0  | 國聯西區第三  | -- |
| 1977              | 3   | 11  | 0  | 國聯西區第四  | -- |
| 1978              | 7   | 9   | 0  | 國聯西區第三  | -- |
| 1979              | 8   | 8   | 0  | 國聯西區第二  | -- |
| 1980              | 1   | 15  | 0  | 國聯西區第四  | -- |
| 1981              | 4   | 12  | 0  | 國聯西區第四  | -- |
| 1982              | 4   | 5   | 0  | 國聯第九+     | -- |
| 1983              | 8   | 8   | 0  | 國聯西區第三  | -- |
| 1984              | 7   | 9   | 0  | 國聯西區第三  | -- |
| 1985              | 5   | 11  | 0  | 國聯西區第三  | -- |
| 1986              | 7   | 9   | 0  | 國聯西區第四  | -- |
| 1987              | 12  | 3   | 0  | 國聯西區第二  | 外卡季後賽以10-44敗給明尼蘇達維京人 |
| 1988              | 10  | 6   | 0  | 國聯西區第三  | -- |
| 1989              | 9   | 7   | 0  | 國聯西區第三  | -- |
| 1990              | 8   | 8   | 0  | 國聯西區第二  | 外卡季後賽以10-16敗給芝加哥熊 |
| 1991              | 11  | 5   | 0  | 國聯西區第一  | 外卡季後賽以10-16敗給亞特蘭大獵鷹 |
| 1992              | 12  | 4   | 0  | 國聯西區第二  | 外卡季後賽以20-36敗給費城老鷹 |
| 1993              | 8   | 8   | 0  | 國聯西區第二  | -- |
| 1994              | 7   | 9   | 0  | 國聯西區第二  | -- |
| 1995              | 7   | 9   | 0  | 國聯西區第五  | -- |
| 1996              | 3   | 13  | 0  | 國聯西區第五  | -- |
| 1997              | 6   | 10  | 0  | 國聯西區第三  | -- |
| 1998              | 6   | 10  | 0  | 國聯西區第三  | -- |
| 1999              | 3   | 13  | 0  | 國聯西區第五  | -- |
| 2000              | 10  | 6   | 0  | 國聯西區第一  | 外卡季後賽以31-28擊敗聖路易斯公羊 分區季後賽以16-34敗給明尼蘇達維京人                                                                  |
| 2001              | 7   | 9   | 0  | 國聯西區第三  | -- |
| 2002              | 9   | 7   | 0  | 國聯南區第三  | -- |
| 2003              | 8   | 8   | 0  | 國聯南區第二  | -- |
| 2004              | 8   | 8   | 0  | 國聯南區第二  | -- |
| 2005              | 3   | 13  | 0  | 國聯南區第四  | -- |
| 2006              | 10  | 6   | 0  | 國聯南區第一  | 分區季後賽以27-24擊敗費城老鷹 國聯冠軍賽以14-39敗給芝加哥熊                                                                            |
| 2007              | 7   | 9   | 0  | 國聯南區第三  | -- |
| 2008              | 8   | 8   | 0  | 國聯南區第四  | -- |
| 2009              | 13  | 3   | 0  | 國聯南區第一  | 分區季後賽以45-14擊敗亞利桑那紅雀 國聯冠軍賽以31-28擊敗明尼蘇達維京人（1次加時） 贏得第四十四屆超級盃（以31-17擊敗印第安納波利斯小馬） |
| 2010              | 11  | 5   | 0  | 國聯南區第二  | 外卡季後賽以36-41敗給西雅圖海鷹 |
| 2011              | 13  | 3   | 0  | 國聯南區第一  | 外卡季後賽以45-28擊敗底特律雄獅 分區季後賽以32-36敗給舊金山四九人                                                                      |
| 2012              | 7   | 9   | 0  | 國聯南區第三  | -- |
| 2013              | 11  | 5   | 0  | 國聯南區第二  | 外卡季後賽以26-24擊敗費城老鷹 分區季後賽以15-23敗給西雅圖海鷹                                                                          |
| 2014              | 7   | 9   | 0  | 國聯南區第二  | -- |
| 2015              | 7   | 9   | 0  | 國聯南區第三  | -- |
| 2016              | 7   | 9   | 0  | 國聯南區第三  | -- |
| 2017              | 11  | 5   | 0  | 國聯南區第一  | 外卡季後賽31-26擊敗卡羅萊納黑豹 分區季後賽以24-29敗給明尼蘇達維京人                                                                    |
| 2018              | 13  | 3   | 0  | 國聯南區第一  | 分區季後賽20-14擊敗費城老鷹 國聯冠軍賽以23-26敗給洛杉矶公羊（1次加時）                                                                 |
| 2019              | 13  | 3   | 0  | 國聯南區第一  | 外卡季後賽以20-26敗給明尼蘇達維京人（1次加時）                                                                                         |
| 2020              | 12  | 4   | 0  | 國聯南區第一  | 外卡季後賽以21-9擊敗芝加哥熊 分區季後賽以20-30敗給坦帕灣海盜                                                                           |
| 2021              | 9   | 8   | 0  | 國聯南區第二  | -- |
| 2022              | 7   | 10  | 0  | 國聯南區第三  | -- |
| 2023              | 9   | 8   | 0  | 國聯南區第二  | -- |
| 2024              | 5   | 12  | 0  | 國聯南區第三  | -- |
| 總計              | 417 | 480 | 5  | 所有常規賽    | 所有常規賽 |
| 總計              | 10  | 13  | 0  | 所有季後賽    | 所有季後賽 |
| 總計              | 427 | 493 | 5  | 所有比賽      | 所有比賽 |

+ : 因為球員罷工的關係，使球季縮短，在同分區的所有球隊以名次作出季後賽資格。

## 主教練
- Tom Fears：1967年 - 1970年 （13勝34負2和）◎
- J.D. Roberts：1971年 - 1972年 （7勝25負3和）
- John North：1973年 - 1975年 （11勝23負）◎◎
- Ernie Hefferle：1975年 （1勝7負）
- Hank Stram：1976年 - 1977年 （7勝21負）
- Dick Nolan：1978年 - 1980年 （15勝29負）◎◎◎
- Dick Stanfel：1980年 （1勝3負）
- O.A. (Bum) Phillips：1981年 - 1985年 （27勝42負）◎◎◎◎
- Jim Mora：1986年 - 1996年 （總戰績93勝78負；常規賽93勝74負，季後賽0勝4負）※
- Rick Venturi：1996年 （1勝7負）
- Mike Ditka：1997年 - 1999年 （15勝33負）
- Jim Haslett：2000年 - 2005年 （總戰績46勝52負；常規賽45勝51負，季後賽1勝1負）
- Aaron Kromer：2012年 （2勝4負）※※
- Joe Vitt：2012年 （5勝5負）※※※
- Sean Payton：2006年 - 2011年，2013年 - 現今 （目前總戰績161勝97負；常規賽152勝89負，季後賽9勝8負，一次超级碗冠軍）

◎：第一任教練Tom Fears在1970年賽季前7場打完後僅1勝5負1和，遭球團解除總教練一職，由助理教練J.D. Roberts直接接任教練一職。

◎◎：第三任教練John North在1975年賽季前6場打完後僅1勝5負，遭球團解除總教練一職，由助理教練Ernie Hefferle代理並帶至1975年球季結束。

◎◎◎：第六任教練Dick Nolan在1980年賽季苦吞開季12連敗後，遭球團解除總教練一職，由助理教練Dick Stanfel代理並帶至1980年球季結束。

◎◎◎◎：第八任教練O.A. (Bum) Phillips在1985年賽季前12場打完（4勝8負）後，因球團考量解除總教練一職，由助理教練Wade Phillips代理並帶至1985年球季結束。

※：第九任教練Jim Mora在1996年賽季前8場打完後僅2勝6負，遭球團解除總教練一職，由助理教練Rick Venturi代理並帶至1996年球季結束。

※※：因總教練Sean Payton受到賞金門事件影響，遭聯盟重懲2012年賽季整季禁賽，助理教練Joe Vitt也同樣連帶處分，禁賽6場，故前6場比賽由Aaron Kromer代理執教，也成為聖徒隊隊史第十四任教練（Sean Payton為隊史第十三任教練）。

※※※：助理教練Joe Vitt在禁賽6場完畢後代理球季最後10場比賽直到2012年球季結束，也成為聖徒隊隊史第十五任教練。

## 職業美式足球名人堂
- Doug Atkins DE 1967年-1969年
- Earl Campbell RB 1984年-1985年
- Jim Finks GM 1986年-1993年
- Hank Stram Coach 1976年-1977年
- Jim Taylor FB 1967年
- Mike Ditka Coach 1997年-1999年（inducted for playing career, 1961年-1973年）

在這些人當中，並沒有一名球員長時間效力或執教新奧爾良聖徒。

## 退休號碼
- 31 Jim Taylor （FB）（1967年）
- 81 Doug Atkins （DE）（1967年-1969年）

## 知名球星
- 德鲁·布里斯

## 外部連結
- 球隊官方網站 （页面存档备份，存于）

## 特殊紀錄
- 四分衛布里斯德鲁·布里斯是史上第一位32支球隊都有擊敗過的四分衛（包括在圣迭戈闪电時期也曾帶領閃電隊擊敗過聖徒隊），完成另外一項被視為不可能的成就之一。
- 儘管一度因賞金門事件的影響，而無法執教2012年賽季，但總教練肖恩·佩頓仍無損他是隊史最偉大的總教練，自2006年賽季開始執教之後到現在已經13個賽季，共8度打進季後賽，其中6座分區冠軍，更在2009年賽季拿下超級盃冠軍，目前在總戰績上也拿下151勝、常規賽143勝、季後賽8勝的成績，這些也都是隊史的第一名，也是隊史第一位在這兩項（總戰績及常規賽）都拿下100勝的總教練。

## 瑣事
- 在2010季後賽期間，聖徒隊被指控防守協調員葛列格·威廉姆斯（英语：Greg Williams）利用賞金制度鼓勵球員盡量衝撞對方球員，最高賞就是把對方四分衛撞出場，防守組隊長喬納森·維爾馬（英语：Jonathan Vilma）還在季後賽期間加碼到一萬美金；2012年3月，經調查屬實後，NFL主席羅傑·古德爾對此祭出史上最嚴重懲罰，防守協調員葛列格·威廉姆斯（英语：Greg Williams）被無限期禁賽，總教練肖恩·佩頓則是整個2012球季都不得出賽，總管米奇·盧米斯（英语：Mickey Loomis）則是被禁賽八場，助理教練喬伊·維特（英语：Joe Vitt）也被禁賽六場，所以要找代理人的代理人來幫忙帶領聖徒隊在2012年球季前六場比賽；而球員之中，以防守組隊長喬納森·維爾馬（英语：Jonathan Vilma）被罰最重，2012球季不得出賽；此事件之後，也讓許多專家認為有很大的爭議說他們的冠軍是靠賞金門來完成的，而此事件也被稱為賞金門事件。

## 相關消息
- 紐奧良聖徒賞金事件 （页面存档备份，存于）